# Daniel Te'o-Nesheim
Daniel Te'o-Nesheim (Pago Pago, 12 giugno 1987 – Hilo, 30 ottobre 2017) è stato un giocatore di football americano statunitense che ha giocato nel ruolo di defensive end nella National Football League (NFL). Fu scelto nel corso del terzo giro (86º assoluto) del Draft NFL 2010 dai Philadelphia Eagles. Al college ha giocato a football all'Università di Washington.

## Carriera professionistica

### Philadelphia Eagles
Peters fu scelto nel corso del terzo giro del Draft NFL 2010 dai Philadelphia Eagles. Nella sua stagione da rookie fu rallenato da un infortunio da alla spalla, disputando solamente sei gare (scendendo in campo come titolare nell'ultima gara della stagione contro i Dallas Cowboys dopo che gli Eagles avevano centrato la qualificazione ai playoff) e mettendo a segno due tackle e un sack.

### Tampa Bay Buccaneers
Nella stagione 2011, Te'o-Nesheim firmò coi Tampa Bay Buccaneers dopo essere stato svincolato dagli Eagles. Dopo una sola presenza nel 2011, divenne stabilmente un titolare dei Buccaneers nella sua terza stagione, disputando tutte le 16 gare della stagione regolare (14 come titolare), con 40 tackle e 4,0 sack.
Nella prima gara della stagione 2013 contro i New York Jets, Te'o-Nesheim mise a segno un sack su Geno Smith. In quella che fu l'ultima stagione da professionista, chiuse con 14 tackle disputando tutte le 16 partite, 14 delle quali come titolare.

## Dopo il ritiro
Cessata l'attività agonistica, ha intrapreso quella di allenatore alla Hawaii Preparatory Academy.